# Eagleton Village
Eagleton Village es un lugar designado por el censo ubicado en el condado de Blount en el estado estadounidense de Tennessee. En el Censo de 2010 tenía una población de 5.052 habitantes y una densidad poblacional de 663,92 personas por km².

## Geografía
Eagleton Village se encuentra ubicado en las coordenadas 35°47′18″N 83°56′11″O / 35.78833, -83.93639. Según la Oficina del Censo de los Estados Unidos, Eagleton Village tiene una superficie total de 7.61 km², de la cual 7.61 km² corresponden a tierra firme y (0%) 0 km² es agua.

## Demografía
Según el censo de 2010, había 5.052 personas residiendo en Eagleton Village. La densidad de población era de 663,92 hab./km². De los 5.052 habitantes, Eagleton Village estaba compuesto por el 92.42% blancos, el 2.99% eran afroamericanos, el 0.24% eran amerindios, el 0.24% eran asiáticos, el 0% eran isleños del Pacífico, el 2.4% eran de otras razas y el 1.72% pertenecían a dos o más razas. Del total de la población el 5.86% eran hispanos o latinos de cualquier raza.